# Diocèse de Chuncheon

Carte du diocèse de Chuncheon.

Le diocèse de Chuncheon (Dioecesis Chuncheonensis, 춘천 교구) est un siège de l'Église catholique en Corée, suffragant de l'archidiocèse de Séoul. En 2013, il comptait 82.606 baptisés pour 1.111.165 habitants. Il est tenu par MgrLucas Kim Woon-hoe.

## Territoire
Le diocèse comprend les territoires suivants:
- En Corée du Nord l'entière province de Kangwon (théorique puisque le catholicisme y a été éradiqué);
- En Corée du Sud, une partie de la province de Gangwon, précisément les villes de Gangneung, Donghae (en partie), Sokcho, Chuncheon; et les comtés de Goseong, Yanggu, Yangyang, Inje, Cheorwon, Pyeongchang (en partie), Hongcheon et Hwacheon;  et en plus, dans la province de Gyeonggi, la ville de Pocheon et le comté de Gapyeong.

Le siège épiscopal est à Chuncheon, où se trouve la cathédrale du Sacré-Cœur-de-Jésus.
Le territoire est subdivisé en 57 paroisses.

## Histoire
La préfecture apostolique de Shunsen (nom de la ville à l'époque de l'administration japonaise) est érigée le 25 avril 1939 par la bulle Ad fidei propagationem de Pie XI, recevant son territoire du vicariat apostolique de Séoul (aujourd'hui archidiocèse).
Le 16 juillet 1950, la préfecture apostolique assume le nom de préfecture apostolique de Chuncheon, retrouvant son nom coréen.
Le 20 septembre 1955, la préfecture apostolique est élevée au rang de vicariat apostolique par la bulle Etsi sancta Ecclesia de Pie XII.
Le 10 mars 1962, le vicariat apostolique est élevé au statut de diocèse par la bulle Fertile Evangelii semen de Jean XXIII.
Il cède une portion de territoire le 22 mars 1965 à l'avantage du nouveau diocèse de Wonju (en).
Depuis 2005, l'évêque de Chuncheon est aussi l'administrateur apostolique (théorique) du diocèse d'Hamhung (en), en Corée du Nord.

## Ordinaires
- Owen McPolin (1939–1941), administrateur apostolique
- Paul Noh Gi-nam (1941–1945), administrateur apostolique
- Thomas Quinlan, S.S.C.M.E. † (1945 - 1966)
- Thomas Stewart, S.S.C.M.E. † (1er février 1966 - 21 mai 1994)
- Jean de la Croix Chang-yik (11 novembre 1994 - 28 janvier 2010)
- Lucas Kim Woon-hoe, depuis le 28 janvier 2010

## Statistiques
En 2013, le diocèse comprenait 82.606 baptisés pour 1.111.165 habitants (7,4%), 129 prêtres dont 37 réguliers, 52 religieux et 256 religieuses dans 57 paroisses.